# 櫻山車站
櫻山站（日语：／ Sakurayama eki */?）是位於愛知縣名古屋市瑞穗區，屬於名古屋市營地下鐵櫻通線的車站。車站編號為S11。本站因鄰近名古屋市立大學醫院，所以在站名標示中附加副站名市立大學醫院。

## 車站結構

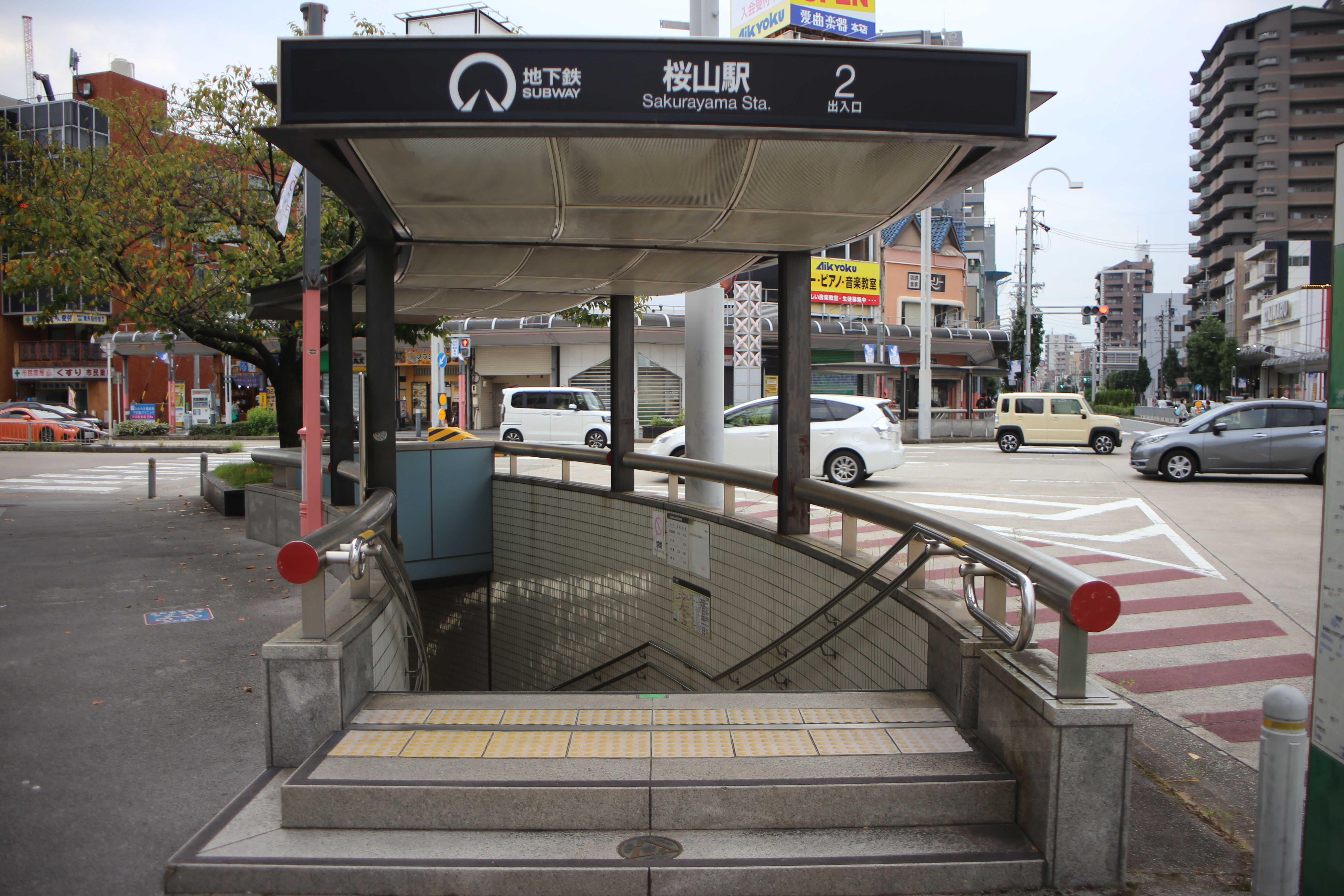
2號出入口（2021年9月）
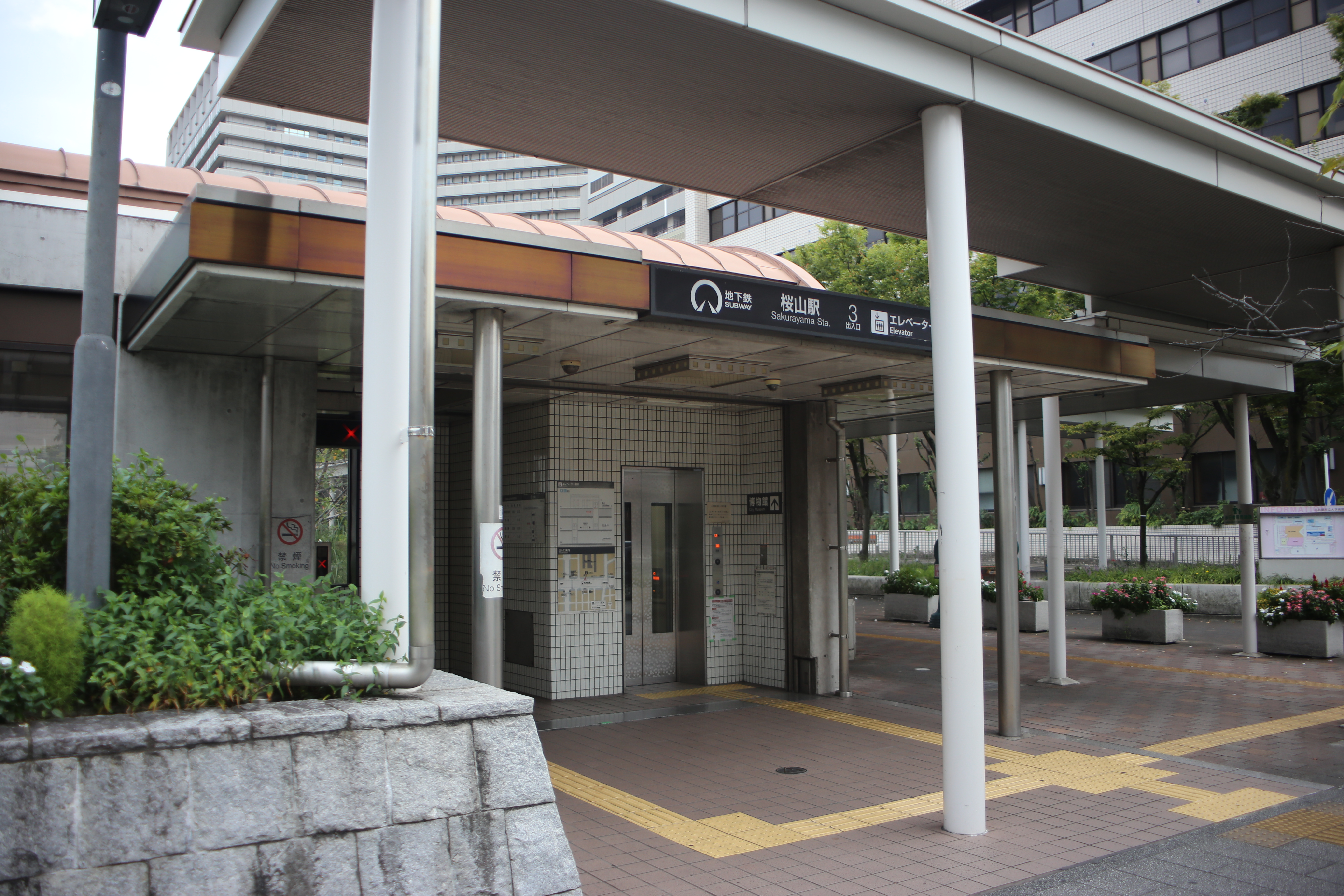
3號出入口（2021年9月）
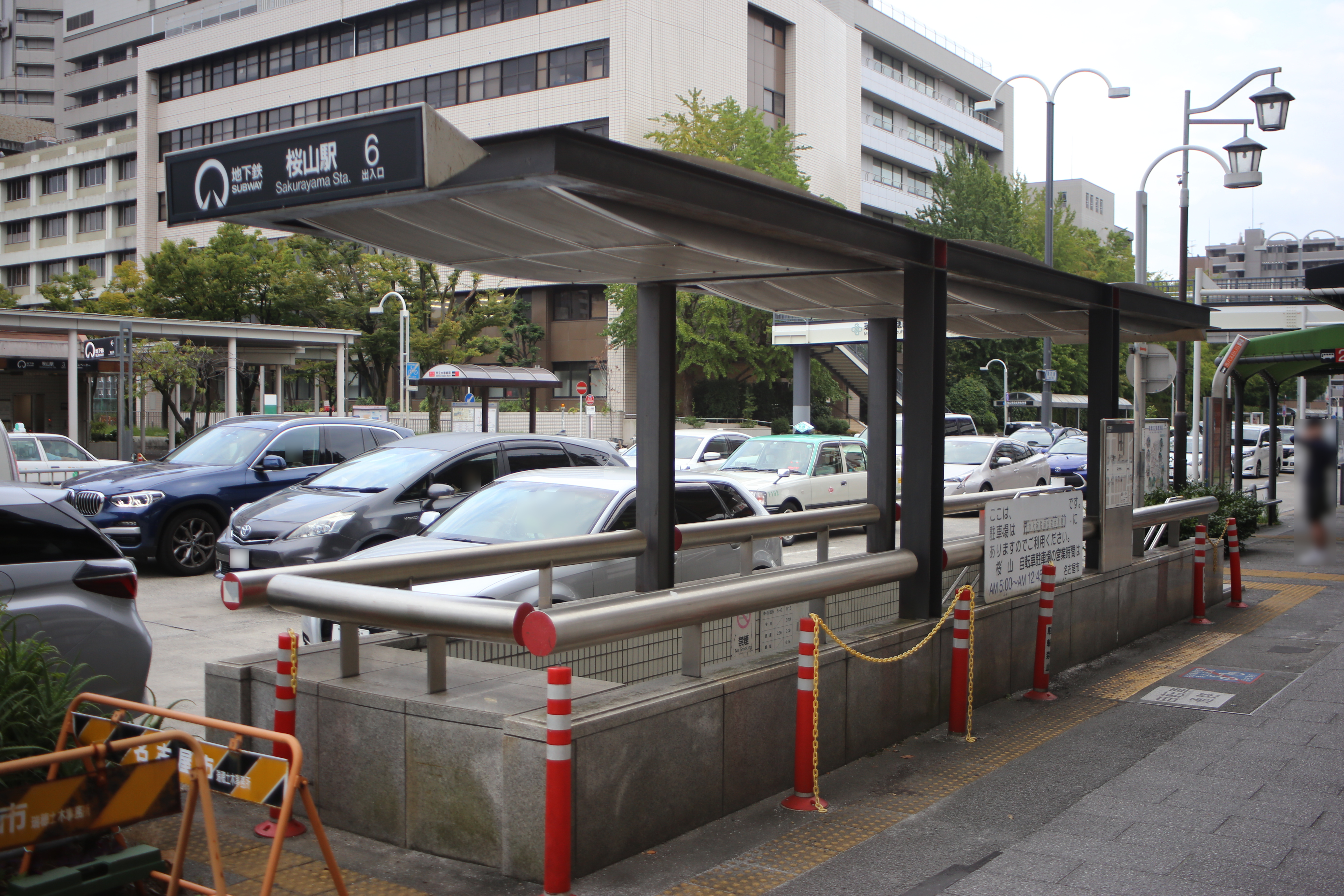
6號出入口（2021年9月）
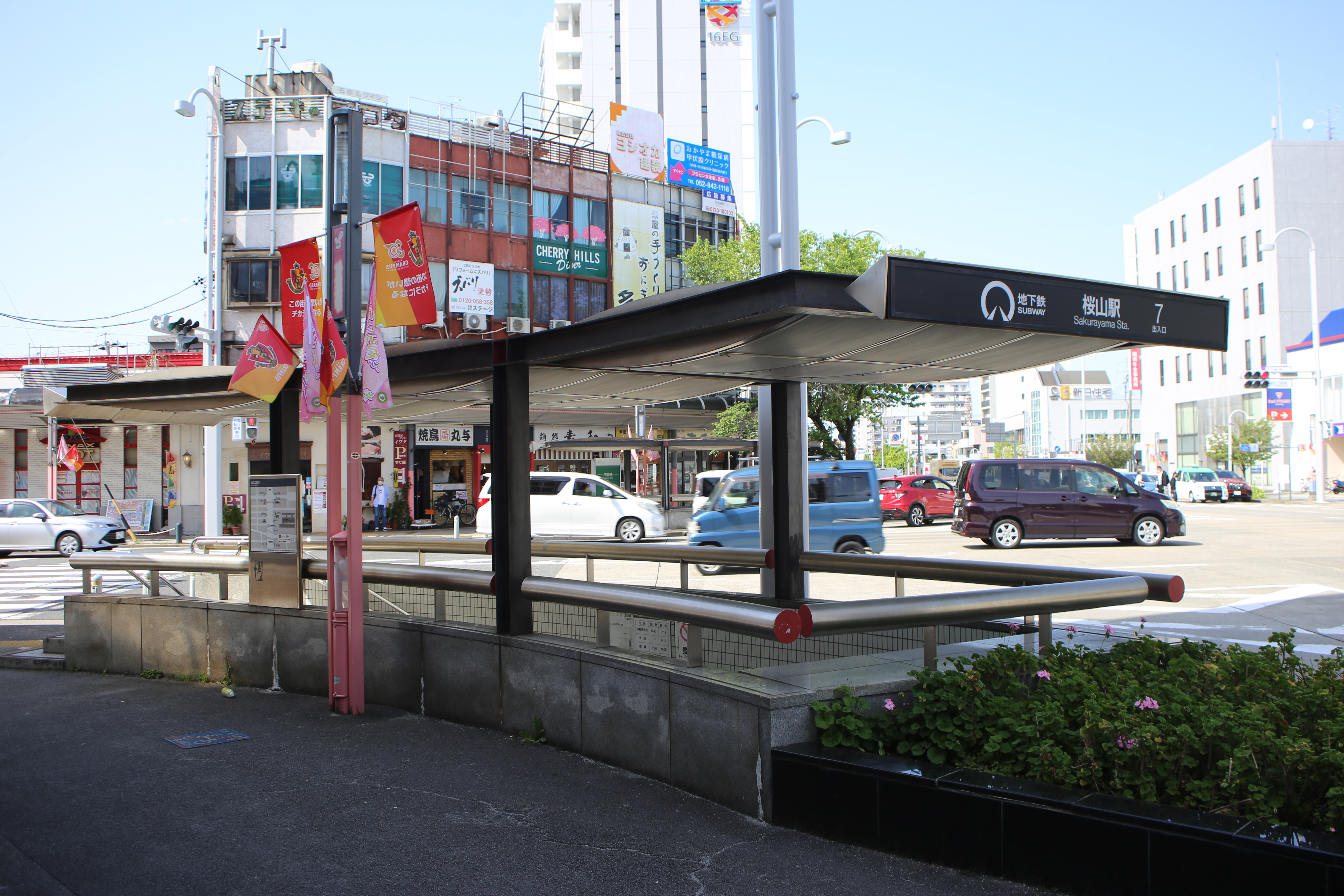
7號出入口（2022年4月）

本站為1面2線島式月台的地下車站。

### 月台配置
| 月台 | 路線   | 目的地                   |
| ---- | ------ | ------------------------ |
| 1    | 櫻通線 | 新瑞橋、德重方向         |
| 2    | 櫻通線 | 今池、名古屋、太閤通方向 |

## 相鄰車站
名古屋市營地下鐵
 櫻通線
御器所（S10）－櫻山（S11）－瑞穗區役所（S12）

## 外部連結
- 櫻山 - 名古屋市交通局